# Habenaria spatulifolia
Habenaria spatulifolia är en orkidéart som beskrevs av C.S.P.Parish och Heinrich Gustav Reichenbach. Habenaria spatulifolia ingår i släktet Habenaria och familjen orkidéer.
Artens utbredningsområde är Burma. Inga underarter finns listade i Catalogue of Life.